# جمال سلامة علي
جمال سلامة علي هو كاتب ومحلل سياسي مصري، وخبير في الشؤون السياسية للشرق الأوسط وقضايا الصراع العربي الإسرائيلي.من مواليد القاهرة - جمهورية مصر العربية. وهو أستاذ ورئيس قسم العلوم السياسية بجامعة السويس.،
وعميد كلية السياسة والاقتصاد جامعة السويس. ومنسق لجنة العلوم السياسية في الهيئة القومية لضمان جودة التعليم والاعتماد بمصر، وأحد الخبراء الذين قاموا بوضع المعايير القياسية الأكاديمية القومية لمواد العلوم السياسية للجامعات والمؤسسات التعليمية العاملة بمصر. وهو من الخبراء المشاركين بمشروع الأمم المتحدة لدعم القدرات في مجال حقوق الإنسان. وعضو المجلس الأعلى للثقافة (لجنة العلوم السياسية).

## الملامح الفكرية
يتبنى جمال سلامة المنهج السلوكي، وهو في تحليلاته يبدو أقرب إلى نهج المدرسة الواقعية لتحليل الظواهر السياسية - لاسيما باتفاقه مع أطروحات نظرية الواقعية السياسية حول مفهومي القوة والمصلحة كمفاتيح حاكمة للعلاقات الدولية. وبصفة عامة يعد جمال سلامة ممن يتخذون من التوجهات السلوكية والنفسية مدخلاً أو اقتراباً تحليلياً، لذا ينزع في كتاباته إلى التحليل الجزئي، وهو يقترب في تحليلاته إلى أصحاب نظرية الدوافع في تحليل الظواهر السلوكية والمواقف السياسية.
وهو أحد المعنيين بدراسة الصراع العربي الإسرائيلي. ويرى سلامة خلال مؤلفاته وأبحاثه أنه صراع ممتد لن ينتهي إلا بانتهاء مسبباته، فإذا وصلنا لمرحلة من مراحله وتصورنا أننا توصلنا إلى حل - نجد أنفسنا نقف في طريق العودة مرة أخرى لأننا لم نعالج مسبباته، إذ سرعان ما سيتفاقم مرة أخرى وبشكل أكثر عنفا عن ذي قبل ... ويرى سلامة أن التوصل لتسوية مؤقتة أو إنهاء لحالة الحرب لا يعني بالضرورة انتهاء الصراع، فالحرب هي مجرد أداة من أدوات الصراع. ويرى أن هذا الصراع يصعب أن ينتهي بحل وسط، فلا حل وسط بين التاريخ والجغرافيا، فهناك رقعة جغرافية واحدة، وهناك صراع بين طرفين: طرف عربي يملك حقا تاريخيا معززا بالوجود الجغرافي الفعلي عليها، وطرف أخر مكن له الخروج من بين طيات الماضي وثنايا التاريخ ليغتصب مكانة جغرافية ليست له ويعمل جاهدا على إخراج الآخر من واقعه الجغرافي وزحزحته إلى ذاكرة التاريخ. ويرى سلامة أن الحركة الصهيونية منذ بداياتها قد بنت مشروعها على فكرة «استحضار الماضي بغرض استملاك الحاضر» وذلك تحت زعم الاستمرارية والتواصل التاريخي للشعب اليهودي بفلسطين - في الوقت التي عمدت فيه إلى طمس أي مفهوم مماثل للتواصل الأصيل للشعب الفلسطيني على أرضه.

## مؤلفاته العلمية
له العديد من الكتب والبحوث والدراسات والتحليلات في مجال الصراع العربي الإسرائيلي وقضايا الشرق الأوسط. له عدة مؤلفات في النظم السياسية والاجتماعية، والنظرية السياسية وقضايا الفكر السياسي، وكذلك مؤلفات علمية معنية بتحليل العلاقات الدولية وإدارة الصراع الدولي، ونظريات الصراع، وأبحاث وكتابات في القانون الدولي والمنظمات الدولية، فضلاً عن عدة دراسات مرجعية في مجال تحليل وقياسات الرأي العام.

### علاقات دولية
تتركز مؤلفاته في مجال العلاقات السياسية الدولية على تحليل العلاقات الدولية وإدارة الصراع الدولي، فضلاً عن كتابات أخرى في القانون الدولي وقانون البحار والمنظمات الدولية، وتتمحور كتاباته في تحليل نظريات العلاقات الدولية، ونظرية الصراع الدولي واستراتيجيات إدارة الصراع الدولي.
ففي كتابه  تحليل العلاقات الدولية.. دراسة في إدارة الصراع الدولي  يركز سلامة على ظاهرة الصراع الدولي التي يراها طبيعة وسمة غالبة على العلاقات الدولية، وشأنه شأن أصحاب التوجهات السلوكية يركز دكتور سلامة على فهم دوافع الصراع ومحاولة الوقوف على طبيعة الاستشرافات المستقبلية للظواهر التي تتسم بالطابع الصراعي، لذا لا يركز سلامة على الطابع أو النمط التعاوني للعلاقات الدولية - بل يرى أن معظم الجوانب في العلاقات الدولية هي ذات طابع صراعي وإن بدت أو اتخذت نمطا تعاونيا، ويتناول في هذا الكتاب نظرية الصراع الدولي من خلال تناول مفهوم الصراع ووظيفته ومحدداته وأنماطه وكيفية إدارته، وأدوات وإستراتيجيات إدارة الصراع.. كذلك يتناول عدة نظريات ترتبط بفهم وتحليل العلاقات الدولية مثل نظرية الواقعية السياسية ونظرية المباريات أو نظرية الألعاب ونظرية الردع ونظرية التهديد ونظرية التفاوض ونظرية لحظة النضج.
ويتناول سلامة في كتابه  قانون البحار في عالم متغير  المركز القانوني للمناطق البحرية المختلفة طبقا لما أقرته اتفاقية الأمم المتحدة لقانون البحار مثل: المياه الداخلية، والمياه الدولية، وأعالي البحار والجرف القاري والمياه الإقليمية والمنطقة المتاخمة، والمنطقة الاقتصادية الخالصة، وحقوق الملاحة والصيد، وكذلك حقوق الدول وواجباتها في المضايق والخلجان والقنوات الملاحية والأنهار الدولية، كما يتناول في هذا الكتاب أهم المشاريع المائية في العالم ومصر وأهمها قناة السويس والسد العالي.
وفي كتابه المنظمات الدولية The International Organizations الصادر باللغة الإنجليزية عام 2009 يتناول سلامة الأمم المتحدة بأجهزتها الرئيسية ووكالاتها الفرعية، وكذلك جامعة الدول العربية.

### نظم سياسية
له عدة مؤلفات في كل من النظم السياسية والحكومات، والنظم الانتخابية، وعلم الاجتماع السياسي، والنظرية السياسية والفكر السياسي، ولعل أهمها هي المعنية بتحليل النظم السياسية في إطار من التحليل السلوكي والاجتماعي.
في كتابه النظام السياسي والبناء الاجتماعي الصادر عام 2006 م يصيغ سلامة نموذجا تحليلياً أو إطاراً لتحليل النظم السياسية يطلق عليه اسم «النموذج الواقعي لتحليل النظم السياسية» حيث يتبنى جمال سلامة في هذا النموذج «المنهج السلوكي» في التحليل، وفي هذا النموذج التحليلي يعمد سلامة إلى الربط بين النظام السياسي وغيره من النظم الاجتماعية التي يتضمنها البناء الاجتماعي، وينتقد سلامة النموذج التحليلي الذي صاغه ديفيد ايستون المسمى ب«نموذج المدخلات والمخرجات» حيث يرى جمال سلامة أن نموذج إيستون الذي يعتمد على «المدخل الوظيفي» أو «المنهج الوظيفي» لا يصلح لتحليل النظم السياسية في دول العالم الثالث، فهو يرى أن نموذج المدخلات والمخرجات الخاص بإيستون يصلح فقط لتلك الدول التي يتخذ نظامها السياسي شكل نظام (system).
أما كتابه النظام السياسي والحكومات الديمقراطية.. دراسة تأصيلية للنظم البرلمانية والنظم الرئاسية الصادر عام 2007 م فهو دراسة مقارنة لكل من النظام البرلماني والنظام الرئاسي، حيث يوضح فيه خصائص النظام البرلماني القائم على فكرة المسئولية السياسية وحدود تلك المسئولية ومظاهرها وإجراءاتها، ويوضح بشكل تحليلي مقارن الفرق بين النظام البرلماني وبين النظام الرئاسي القائم على فكرة الضوابط والتوازنات.
ويتناول سلامة في كتابه النظم الانتخابية.. دراسة في التنمية السياسية الصادر عام 2011 م - النظم الانتخابية الحديثة ويفرق فيه بين نظم الأغلبية التي تستند في نتائجها إلى أغلبية الأصوات ونظم التمثيل النسبي التي تستند إلي عملية التصويت للقائمة والنظم المختلطة التي تجمع بين النظامين السابقين موضحاً ما تضمه تلك النظم من نظم فرعية متعددة وكيف تعتمد النتائج السياسية لأي انتخابات مهما كانت نزيهة أو محايدة بشكل أساسي على طبيعة النظام الانتخابي.
وفي كتابه  «أمة قلقة.. أميركا الديمقراطية ويمينها الديني والمحافظ» . يتناول سلامة أمريكا من الداخل، وطبيعة النظام الرئاسي الأمريكي وعمل الكونغرس بمجلسيه الشيوخ والنواب، والسلطات الممنوحة لرئيس الولايات المتحدة بموجب الدستور الأمريكي. كما يتناول النظام القضائي في الولايات المتحدة وسلطات المحكمة العليا للولايات المتحدة ونظام هيئة المحلفين. ويتضمن هذا الكتاب تحليلاً لطبيعة نظام الضوابط والتوازنات Checks and balances الذي يقوم عليه النظام الرئاسي الأمريكي. كذلك يتناول القوى السياسية والاجتماعية والدينية والمذاهب الأصولية. وكيف تصاعدت الأصولية الإنجيلية، والكنائس المسيحية الصهيونية. كما يتناول في هذا الكتاب الدور الذي يلعبه تيار المحافظون الجدد في السياسة الأمريكية.

### الرأي العام
وفي كتابه الرأي العام بين الكلمة والمعتقد، يتناول سلامة تحليلياً مفهوم الرأي العام والدور الذي يؤديه، وعملية صناعة الرأي العام وأثر وسائل الإعلام في التأثير على الرأي العام وتفضيلاته، وكيف تؤثر استطلاعات الرأي العام على السلوك التصويتى للناخبين، كذلك يتناول طرق قياس الرأي العام والدعاية السياسية وأدواتها والشائعات والحرب النفسية.. ولعل أهم ما يضفيه سلامة في هذا الكتاب هو ذلك التناول الهام لدور الأبعاد النفسية وأثرها على صياغة الرأي العام حيث يتضمن تحليلا لنظرية الدوافع لويليام مكدوجال ونظرية الغرائز لـ سيجموند فرويد. ويتناول خلالهما تأثير الدوافع والقيم الاجتماعية. وكذلك الحيل النفسية مثل التماثل الاجتماعي، والإسقاط النفسي، والتعويض، والتبرير.

### نظرية سياسية
وفي كتابه السياسة بين الأمم.. النظرية السياسية وقضايا الفكر السياسي. يتناول سلامة أهم النظريات السياسية وأهم قضايا الفكر السياسي التي شغلت الجماعة الإنسانية عبر العصور، وفيه أيضا يتناول اتجاهات الفكر السياسي المختلفة، ونظرية الدولة ونظرية السيادة ونظرية السلطة، ونظرية العقد الاجتماعي وغيرها من النظريات السياسية، كما يتناول تحليلياً آراء كتابات بعض المفكرين السياسيين في العصور القديمة والوسطى والحديثة.

### قضايا الصراع العربي الإسرائيلي
للدكتور سلامة العديد من الكتب والأبحاث والتحليلات والمقالات المعنية بدراسة وتحليل قضايا الصراع العربي الإسرائيلي وقضايا الشرق الأوسط وتشمل تلك الدراسات تطور القضية الفلسطينية، وملفات الصراع العربي الإسرائيلي، والحروب العربية الإسرائيلية، وتحليل لاتفاقيات التسوية على المسارات المختلفة، والقرارات الدولية والإقليمية والوثائق المتعلقة بالصراع العربي الإسرائيلي.
ففي كتابه ذاكرة أمة.. قراءة في ملفات الصراع العربي الإسرائيلي الصادر عام 2009 في 1200 صفحة. يتناول بشكل تحليلي وموثق قضايا الصراع العربي الإسرائيلي بكل أبعادها منذ القرن الثامن عشر وحتى النكبة عام 1948. ويستعرض فيه طبيعة المخططات الصهيونية والسياسات التي تبنتها الدول الكبرى لإخراج المشروع الصهيوني إلى حيز الوجود مرورا بالقضاء على الدولة العثمانية أو رجل أوروبا المريض انتهاء بنكبة العرب في فلسطين. وتوقيع اتفاقيات للهدنة مع إسرائيل في جزيرة رودس. وفي هذا الكتاب يتناول سلامة الدور الذي قامت به بعض الشخصيات المحورية بدء من جهود الزعيم الصهيوني ثيودور هرتزل للتأثير على السلطان عبد الحميد الثاني للموافقة على الاستيطان اليهودي في فلسطين. وكذلك الدور الذي لعبته جمعية الاتحاد والترقي على يد رجالاتها جمال باشا وأنور باشا وطلعت باشا في الإجهاز على ما تبقى من رجل أوروبا المريض عبر توريط الدولة العثمانية بدخولها الحرب العالمية الأولى بجانب ألمانيا ضد إنجلترا وفرنسا وروسيا، وما صاحبها من توقيع اتفاقية سايكس بيكو التي كان من ضمن نتائجها صدور وعد بلفور. وقرار الانتداب البريطاني على فلسطين. كذلك يتناول حركة الشريف حسين واتفاقية فيصل وايزمان ثم دور ملك الأردن عبد الله الأول وصراعه مع الحاج أمين الحسيني مفتي القدس وكذلك دور فوزي القاوقجي قائد جيش الإنقاذ عبد الله التل. كما يتناول قرار تقسيم فلسطين، والظروف التي دفعت مصر إلى دخول حرب 1948 برغم عدم الاستعداد والجاهزية، ودوافع الملك فاروق ورئيس وزراءه النقراشي، كذلك يتناول دور البطل أحمد عبد العزيز والمجاهد عبد القادر الحسيني... ويخرج منه بنتائج تجيب عن سؤال: كيف ضاعت فلسطين؟... يذكر أن هذا الكتاب قد صدر أولا باللغة الإنجليزية عام 2007.
وفي كتابه  من النيل إلى الفرات.. مصر وسوريا وتحديات الصراع العربي الإسرائيلي الذي صدر عام 2003، يتناول سلامة فيه اثر متغيرات الصراع العربي الإسرائيلي على العلاقات المصرية السورية منذ 1948 حتى عام 2000 ويتضمن تحليلاً لفترات المد والجذر في هذه العلاقات - التي تشمل قيام الجمهورية العربية المتحدة أو فترة الوحدة المصرية السورية وكذلك النكسة أو حرب 1967 وحرب الاستنزاف حرب أكتوبر 1973، وثغرة الدفرسوار، ومباحثات الكيلو 101، واتفاقية فك الاشتباك الأولى (مصر إسرائيل) واتفاقية فك الاشتباك الثانية (مصر إسرائيل) وكذلك اتفاقية فك الاشتباك بين سوريا وإسرائيل واتفاقية كامب ديفيد ومعاهدة السلام المصرية الإسرائيلية وتأثير كل تلك المتغيرات على العلاقات المصرية السورية.

### أبحاث علمية
للدكتور جمال سلامة عدة أبحاث علمية منشورة في الدوريات العلمية في مصر والخارج، ومن أهمها بحث: الجهود الدولية لمكافحة ظاهرة الفساد وإشكاليات التطبيق وبحث: الأبعاد الدولية لمشكلة القرصنة وتأثيرها على أمن البحر الأحمر، وبحث: «الواقعية السياسية في عالم متغير». وبحث: «التدخل الدولي للاعتبارات الإنسانية بين مفهومي السيادة والالتزام». وبحث: «أزمة البرنامج النووي الإيراني - بين تكلفة المواجهات وجدوى العقوبات». وبحث: «أسباب وأدوات سيطرة المحافظين الجدد على الساحة الأمريكية».

## المقالات منشورة عبر وصلات خارجية
| القدس. متى نصر الله                | ولدي. شهيد الحرم القدسي          | المطران كابوتشي وعروبة القدس    | أيام المخاض                  |
| أمريكا وسياسة التظاهر باللامبالاة  | دولاب الشر                       | غزة بيت لحم أولا. أم غزة أخيرا؟ | مخطط تقسيم المسجد الأقصى !   |
| الأمم المتحدة بين الغياب والغيبوبة | الأبواب التي لم يطرقها العرب     | صفحة أولى                       | التباهي بالإجرام!!           |
| قراءة في ورقة المقاومة الفلسطينية  | عرفات ومأزق شارون                | مانديلا 2                       | تأبط شرا !!                  |
| خرافة نظرية الأمن الإسرائيلي       | العيب في الذات الصهيونية         | دبلوماسية الصفعة !              | سفير الظلام !                |
| خرافة النظام العالمي الجديد        | استحضار التاريخ وتغييب الجغرافيا | ثقافة الاحتضار                  | علم لا ينفع                  |
| تساؤلات بريئة على هامش خطاب بوش !  | المحافظون الجدد وإعادة الانتشار  | التصعيد الأمريكي                | أبعاد الحملة على سوريا       |
| إسرائيل والاصطياد في الماء العكر   | إسرائيل ومنظومة الرد الأمريكي    | عملية توزيع الأدوار             | الوحدة المصرية السورية       |
| قراءة جديدة في الملف السوري        | سوريا والملف اللبناني            | ارفعوا أيديكم عن لبنان          | وحدة الصف الفلسطيني          |
| القضية الفلسطينية والاهتمام العربي | القضية الفلسطينية في لحظة مصيرية | مستقبل فتح والخطاب الحالي لحماس | عطاء من لا يملك لمن لا يستحق |
| عملية صناعة الصديق. !              | الدور المصري                     | عمل غير مبرر                    | الإناء كان فارغا. !          |

## التحليلات السياسية
| مذبحة شاكيدا       | المجزرة ضد الجنود المصريين | مواجهات السلطة والمقاومة |                          |
| قمة شرم الشيخ      | القرصنة في البحر الأحمر    | عملية الحريري            | العدوان الإسرائيلي       |
| السياسة بين الأمم  | من النيل إلى الفرات        | الأهرام - أمة قلقة       | ذاكرة أمة - اليوم السابع |
| الجزيرة - أمة قلقة | الإسلام اليوم              | مأساة فلسطين             | جودنيوز أمة قلقة         |
| سودان أمة قلقة     | أمريكا من الداخل           | دراسة المجتمع الأمريكي   | حياتنا                   |

## المقالات والتحليلات السياسية باللغة الإنجليزية
| Pull Together                      | The Iranian Show    | The Bush Crisis         | Barking wars           |
| Celebrating. mullah style          | Courting Iran       | Seizing the advantage   | Iran's not the problem |
| Syria Withdraw                     | Media and Society   | Shame in Zionist Nature | Nazism/Racism          |
| Paris brings its guns              | Syria diverts blame | Signs of the Times      | Paris brings its guns  |
| Mossad behind Hariri assassination | The problem         |                         |                        |

## أعماله الشعرية
من أعماله الشعرية قصيدة المعذرون[وصلة مكسورة]، والمعذرون. هي القصيدة التي كتبها أثناء الانتفاضة الثانية التي ظلت مستمرة ومتصاعدة منذ اقتحام شارون ساحة المسجد الأقصى في سبتمبر 2000، وهي فترة شهدت تصاعد أعمال المقاومة المستمرة منذ بداية الانتفاضة الثانية، وتزايد العمليات الاستشهادية، وتصاعد القمع الإسرائيلي ضد الفلسطينيين لإخماد الانتفاضة، وشهدت أيضا حصار الزعيم الفلسطيني ياسر عرفات (أبو عمار) في رام الله.

## وصلات خارجية
- موقع جمال سلامة علي
- جمال سلامة علي - مكتوب
- جمال سلامة علي - المعرفة